# Boraginales
Ordre
Les Boraginales sont un ordre de plantes dicotylédones.
Il a été remis à jour dans la classification phylogénétique APG IV (2016). Les familles qu'il contient étaient précédemment incluses dans l’ordre des Lamiales.

## Systématique
Le nom scientifique de ce taxon est Boraginales.
Boraginales a pour synonymes :
- Cordiales
- Echiales
- Ehretiales
- Hydroleales
- Hydrophyllales

## Liste des familles
Selon GBIF (6 octobre 2024) :
- Boraginaceae
- Codonaceae
- Coldeniaceae
- Cordiaceae
- Ehretiaceae
- Heliotropiaceae
- Hoplestigmataceae
- Hydrophyllaceae
- Lennoaceae
- Namaceae
- Wellstediaceae

Selon ITIS (7 décembre 2021) :
- Boraginaceae
- Codonaceae
- Cordiaceae
- Ehretiaceae
- Heliotropiaceae
- Hydrophyllaceae
- Wellstediaceae